# Tortula nankomontana
Tortula nankomontana là một loài rêu trong họ Pottiaceae. Loài này được Nog. mô tả khoa học đầu tiên năm 1944.